# 贝卡利猪笼草
贝卡利猪笼草（学名：Nepenthes beccariana）为热带食虫植物。1908年，约翰·缪尔黑德·麦克法兰基于采集自苏门答腊岛西部的尼亚斯岛的标本，对其进行了描述。其与长叶猪笼草和苏门答腊猪笼草之间存在着密切的近缘关系，前者可能就是贝卡利猪笼草的一个同物异名。

## 植物学史
意大利探险家埃利奥·莫迪利亚尼在1886年一次对尼亚斯岛的远征中采集到了贝卡利猪笼草的模式标本。尼亚斯岛距港口城市实武牙约120公里。其被指定为“E.Modigliani s.n.”，放于意大利佛罗伦萨的贝卡利植物标本馆（Herbarium Beccarianum）中，编号为“FI-HB 7485”。其模式标本由三张叶片和三个捕虫笼（两个下位笼，一个上位笼）组成，但都已变形，叶片与茎部是分离的，所以无法得知连接处的结构。
1908年，约翰·缪尔黑德·麦克法兰在他的专著《猪笼草科》中对贝卡利猪笼草进行了正式的描述。其得名于意大利博物学家奥多阿尔多·贝卡利。约翰·缪尔黑德·麦克法兰的描述包含一幅贝卡利猪笼草的线条画，示其包括叶片、下位笼和上位笼。有学者认为，插图中的上位笼实为中位笼。
1928年，B·H·丹瑟在其开创性的专著《荷属东印度群岛的猪笼草科植物》中将贝卡利猪笼草归入了奇异猪笼草（N. mirabilis）中。关于贝卡利猪笼草的分类，B·H·丹瑟写道：
|  | 麦克法兰认为管状猪笼草和贝卡利猪笼草具与奇异猪笼草之间存在着巨大的差异；而我认为它们只不过是奇异猪笼草的极端变种而已。……贝卡利猪笼草与奇异猪笼草只存在捕虫笼形态上的差别。虽然我没有亲眼见过采集于尼亚斯岛的模式标本，但在茂物植物标本馆中有采集于西比路岛的标本，形态上与其完全一致。它们上位笼的形状和下位笼的形状和笼翼都为相似的类型，无疑都是奇异猪笼草。……管状猪笼草，贝卡利猪笼草和罗恩猪笼草都为奇异猪笼草捕虫笼的极端变种。 |

B·H·丹瑟从未亲眼见过贝卡利猪笼草的模式标本；他将其归入奇异猪笼草完全是基于植物标本馆的材料。在马修·杰布和马丁·奇克1997年发表的专著《猪笼草属（猪笼草科）的框架性修订》中，没有观察过贝卡利猪笼草的模式标本，也将贝卡利猪笼草视为奇异猪笼草的同物异名。在他们2001年的专著《猪笼草科》中仍保留了这个同物异名。
2000年，简·斯洛尔（Jan Schlauer）和C·奈比（C. Nepi）观察了贝卡利猪笼草的模式标本，发现其与奇异猪笼草之间存在着明显的差异，并认为应该将其恢复为一个独立的物种。在《苏门答腊岛与西马来西亚的猪笼草》中，查尔斯·克拉克将贝卡利猪笼草与奇异猪笼草和苏门答腊猪笼草（N. sumatrana）完全的独立开。并且他还认为若发现贝卡利猪笼草与长叶猪笼草（N. longifolia）是同一个物种，那么后者将称为前者的一个同物异名。

## 形态特征
贝卡利猪笼草的茎无毛被，直径10至12毫米。
贝卡利猪笼草的叶片为椭圆形－披针形至倒卵形，可长达40厘米，宽至9厘米。叶柄长7至10厘米。叶柄半包住茎，基部形成的两翼略微外展。笼蔓长25至35厘米。
贝卡利猪笼草的下位笼可高达18厘米，宽至5厘米。唇可宽达15毫米。笼盖为卵形－心形，可长达7厘米，宽至5厘米。笼盖基部的后方有一根丝状或棒状的笼蔓尾，可长达15毫米。
贝卡利猪笼草的上位笼为圆柱形，其体型比下位笼大，可高达30厘米，宽至6厘米。

## 生态关系
仅可肯定贝卡利猪笼草存在于尼亚斯岛，其为模式标本的采集地。
在北苏门答腊省的实武牙和打鹿洞之间存在着疑似贝卡利猪笼草的类群。这个未鉴定的类群与苹果猪笼草（N. ampullaria）、小猪笼草（N. gracilis）、莱佛士猪笼草（N. rafflesiana）、两眼猪笼草（N. reinwardtiana）和多巴猪笼草（N. tobaica）同域分布。已发现了可能是贝卡利猪笼草与苏门答腊猪笼草的自然杂交种。
贝卡利猪笼草的保护状况还未得到正式的评估，因此，其尚未被列入《2006年世界自然保护联盟濒危物种红色名录》中。

## 相关物种
贝卡利猪笼草与长叶猪笼草和苏门答腊猪笼草之间存在着密切的近缘关系。其可能与长叶猪笼草同为一个物种。贝卡利猪笼草和长叶猪笼草的变异程度尚未清楚，使得难以界定它们之间的关系。对贝卡利猪笼草模式产地进行考察可能会对解决这个问题提供帮助。
虽然贝卡利猪笼草与苏门答腊猪笼草之间具有许多相同的形态特征，但仍可以很容易的将其区分开来。苏门答腊猪笼草的特点在于其漏斗形的上位笼（贝卡利猪笼草的上位笼为圆柱形），并且其唇的前部凸起。此外，苏门答腊猪笼草下位笼的笼盖为圆形，而贝卡利猪笼草的为卵形。
虽然存在于北苏门答腊省的实武牙和打鹿洞之间的未鉴定类群类似于长叶猪笼草，但并非长叶猪笼草的典型形态。其与长叶猪笼草的模式类型区别在于其叶柄不下延，且叶片边缘的毛被易脱落。它们的生活习性也不相同。未鉴定类群生长于植被茂密的开阔地，而长叶猪笼草生长于茂密的森林中。

## 扩展阅读
- 美国种质资源信息网络中贝卡利猪笼草的信息
- 食虫植物照片搜寻引擎中贝卡利猪笼草的照片（页面存档备份，存于）

 维基共享资源上的相關多媒體資源：贝卡利猪笼草的照片
 維基物種上的相關：贝卡利猪笼草的照片